# Нью-Кінгстаун (Пенсільванія)
Нью-Кінгстаун (англ. New Kingstown) — переписна місцевість (CDP) в США, в окрузі Камберленд штату Пенсільванія. Населення — 709 осіб (2020).

## Географія
Нью-Кінгстаун розташований за координатами 40°14′0″ пн. ш. 77°4′10″ зх. д. / 40.23333° пн. ш. 77.06944° зх. д. (40.233437, -77.069414).  За даними Бюро перепису населення США в 2010 році переписна місцевість мала площу 4,13 км², з яких 4,13 км² — суходіл та 0,00 км² — водойми.

## Демографія
Згідно з переписом 2010 року, у переписній місцевості мешкало 495 осіб у 209 домогосподарствах у складі 143 родин. Густота населення становила 120 осіб/км².  Було 226 помешкань (55/км²).
Расовий склад населення:
| - 90,9 % — білих - 2,8 % — чорних або афроамериканців - 2,4 % — азіатів - 0,2 % — корінних американців - 1,0 % — осіб інших рас |

До двох чи більше рас належало 2,6 %. Частка іспаномовних становила 2,4 % від усіх жителів.
За віковим діапазоном населення розподілялося таким чином: 21,4 % — особи молодші 18 років, 64,3 % — особи у віці 18—64 років, 14,3 % — особи у віці 65 років та старші. Медіана віку мешканця становила 40,3 року. На 100 осіб жіночої статі у переписній місцевості припадало 98,0 чоловіків;  на 100 жінок у віці від 18 років та старших — 88,8 чоловіків також старших 18 років.
Середній дохід на одне домашнє господарство  становив 197 337 доларів США (медіана — 156 607), а середній дохід на одну сім'ю — 167 614 долари (медіана — 175 455). За межею бідності перебувало 7,9 % осіб, у тому числі 24,3 % дітей у віці до 18 років та 0,0 % осіб у віці 65 років та старших.
Цивільне працевлаштоване населення становило 231 особа. Основні галузі зайнятості: роздрібна торгівля — 42,9 %, освіта, охорона здоров'я та соціальна допомога — 22,5 %, оптова торгівля — 10,0 %, публічна адміністрація — 6,1 %.